# Ctenicera manisi
Ctenicera manisi is een keversoort uit de familie kniptorren (Elateridae). De wetenschappelijke naam van de soort is voor het eerst geldig gepubliceerd in 1965 door Lane.